# Najah Chouaya
Najah Chouaya, née le 10 janvier 1988 à Gabès, est une athlète handisport tunisienne atteinte de déficience visuelle.
Lors des championnats du monde d'athlétisme handisport 2006 à Assen, elle termine quatrième au 400 m T12, sixième au 200 m T12 et huitième au 100 m T12.
À l'occasion des Jeux paralympiques d'été de 2016 à Rio de Janeiro, elle remporte une médaille d'argent au 1 500 m T13. Lors des championnats du monde 2017 à Londres, elle remporte une médaille de bronze au 1 500 m T13.